# Wilson Phillips
Wilson Phillips – amerykański zespół popowy założony w Kalifornii. W jego skład wchodzą: dwie siostry Carnie Wilson i Wendy Wilson oraz Chynna Phillips. Siostry Wilson są córkami Briana Wilsona z zespołu The Beach Boys, a rodzicami Phillips są John Phillips i Michelle Phillips z grupy The Mamas & the Papas.

## Historia
Wszystkie trzy przyszłe członkinie zespołu dorastały razem w południowej Kalifornii w latach 70. i 80. Razem uczęszczały do Sylvia Herpelscheiemer Academy of Performance Art. W 1989 trio podpisało kontrakt z wytwórnią SBK Records.
Zespół Wilson Phillips wydał swój debiutancki album Wilson Phillips w 1990. Ich debiutancki singel "Hold On" został numerem jeden na amerykańskiej liście Billboard Hot 100 oraz na Billboard Adult Contemporary. Singel okazał się światowym hitem zajmując miejsca na listach przebojów: 2 w Australii; 6 w Wielkiej Brytanii; 7 w Irlandii; 10 w Szwecji; 15 w Holandii, Niemczech i Szwajcarii.
Numerem jeden na liście Billboardu okazały się również: "Release Me" (przez 2 tygodnie) oraz "You're In Love" (1 tydzień). "Impulsive" osiągnął miejsce 4, a "The Dream Is Still Alive'" miejsce 12.
W 1992 roku Billboard ogłosił ich debiutancki album najlepiej sprzedającym się albumem z grona zespołów kobiecych (10 milionów sprzedanych egzemplarzy na świecie).
W czerwcu 1992 roku Wilson Phillips wydał swój drugi album zatytułowany: Shadows And Light. Album był w znacznie poważniejszym tonie niż poprzedni np. poruszając kwetsię ochłodzenia relacji z rodzicami ("Flesh and Blood"). Pierwszy singel "You Won't See Me Cry" osiągnął pozycję: 20 w Stanacj Zjednoczonych; 18 w Wielkiej Brytanii. Płyta zdobyła 4 miejsce na liście "Billboard 200". Krótko po wydaniu drugiego albumu, Chynna Phillips zdecydowała się na solową karierę i zespół uległ rozwiązaniu.
W 1993 roku Wendy i Carnie Wilson wydały album świąteczny Hey Santa!. W 1995 roku Chynna Phillips wydała swój album Naked And Sacred. W tymże okresie Carnie Wilson została gospodynią (krótko ukazującego się) talk-show Carnie!. Carnie i Wendy wspólnie z ojcem Brianem Wilsonem stworzyły album The Wilsons, który ukazał się w 1997 roku. Z płyty pojawił się singel "Monday Without You". W 2000 roku ukazał się album Greatest Hits zespołu Wilson Phillips, ale grupa się nie zeszła. 
Reaktywacja grupy Wilson Phillips nastąpiła w 2004 roku. Płyta California zadebiutowała na 35 miejscu na listach sprzedając się w liczbie 31 000 egzemplarzy, co nie zadowoliło zespołu. Wśród singli ukazał się cover zespołu Fleetwood Mac: "Go Your Own Way".

## Dyskografia

### Albumy studyjne
| Rok  | Szczegóły albumu                                        | Osiągnięte miejsca na listach muzycznych | Osiągnięte miejsca na listach muzycznych | Osiągnięte miejsca na listach muzycznych | Osiągnięte miejsca na listach muzycznych | Osiągnięte miejsca na listach muzycznych | Osiągnięte miejsca na listach muzycznych | Osiągnięte miejsca na listach muzycznych | Osiągnięte miejsca na listach muzycznych | Wyniki sprzedaży                           |
| Rok  | Szczegóły albumu                                        | US                                       | UK                                       | AUS                                      | SWE                                      | AUT                                      | SWI                                      | NOR                                      | CAN                                      | Wyniki sprzedaży                           |
| ---- | ------------------------------------------------------- | ---------------------------------------- | ---------------------------------------- | ---------------------------------------- | ---------------------------------------- | ---------------------------------------- | ---------------------------------------- | ---------------------------------------- | ---------------------------------------- | ------------------------------------------ |
| 1990 | Wilson Phillips - Wydano: 8.05.1990 - Wytwórnia: SBK    | 2                                        | 7                                        | 7                                        | 27                                       | 19                                       | 16                                       | 16                                       | 1                                        | - US: 5 razy Platyna - CAN: 7 razy Platyna |
| 1992 | Shadows And Light - Wydano: 2.06.1992 - Wytwórnia: SBK  | 4                                        | 6                                        | 30                                       | 20                                       | 34                                       | 3                                        | 18                                       | 8                                        | - US: Platyna - CAN: 2 razy Platyna        |
| 2004 | California - Wydano: 25.05.2004 - Wytwórnia: Columbia   | 35                                       | 197                                      | —                                        | —                                        | —                                        | —                                        | —                                        | —                                        | —                                          |
| 2012 | Dedicated - Wydano: 03.04.2012 - Wytwórnia: Masterworks | 29                                       | –                                        | —                                        | —                                        | —                                        | —                                        | —                                        | —                                        | —                                          |

### Składanki
| Rok  | Szczegóły albumu                                                     |
| ---- | -------------------------------------------------------------------- |
| 1998 | The Best Of Wilson Phillips - Wydano: 26.05.1998 - Wytwórnia: Amw    |
| 2000 | Greatest Hits - Wydano: 23.05.2000 - Wytwórnia: Capitol              |
| 2005 | The Best of Wilson Phillips - Wydano: 2.08.2005 - Wytwórnia: Capitol |

### Single
| Rok  | Single                     | Miejsca na listach muzycznych | Miejsca na listach muzycznych | Miejsca na listach muzycznych | Miejsca na listach muzycznych | Miejsca na listach muzycznych | Miejsca na listach muzycznych | Miejsca na listach muzycznych | Album             |
| Rok  | Single                     | US                            | US AC                         | UK                            | AUS                           | SWI                           | CAN                           | CAN AC                        | Album             |
| ---- | -------------------------- | ----------------------------- | ----------------------------- | ----------------------------- | ----------------------------- | ----------------------------- | ----------------------------- | ----------------------------- | ----------------- |
| 1990 | "Hold On"                  | 1                             | 1                             | 6                             | 2                             | 15                            | 3                             | 1                             | Wilson Phillips   |
| 1990 | "Release Me"               | 1                             | 1                             | 36                            | 57                            | —                             | 1                             | 1                             | Wilson Phillips   |
| 1990 | "Impulsive"                | 4                             | 2                             | 42                            | —                             | 30                            | 1                             | 1                             | Wilson Phillips   |
| 1991 | "You're In Love"           | 1                             | 1                             | 29                            | —                             | —                             | 3                             | 1                             | Wilson Phillips   |
| 1991 | "The Dream Is Still Alive" | 12                            | 4                             | —                             | —                             | —                             | 11                            | 4                             | Wilson Phillips   |
| 1991 | "Daniel"                   | —                             | 7                             | —                             | —                             | —                             | —                             | 7                             | Two Rooms         |
| 1992 | "You Won't See Me Cry"     | 20                            | 4                             | 18                            | 31                            | 11                            | 1                             | 3                             | Shadows and Light |
| 1992 | "Give It Up"               | 30                            | 12                            | 36                            | —                             | —                             | 16                            | 11                            | Shadows and Light |
| 1992 | "Flesh And Blood"          | 115                           | 17                            | —                             | —                             | —                             | 33                            | 12                            | Shadows and Light |
| 2004 | "Go Your Own Way"          | —                             | 13                            | —                             | —                             | —                             | —                             | —                             | California        |
| 2004 | "Already Gone"             | —                             | —                             | —                             | —                             | —                             | —                             | —                             | California        |
| 2004 | "Get Together"             | —                             | —                             | —                             | —                             | —                             | —                             | —                             | California        |

## Nagrody i nominacje
| Rok  | Nagroda |
| ---- | --- |
| 1990 | Billboard Music Award Win for Hot 100 Single of the Year ("Hold On")                                                |
| 1990 | Grammy Award nominacja Piosenka roku ("Hold On")                                                                    |
| 1990 | Grammy Award nominacja Album roku (Wilson Phillips)                                                                 |
| 1990 | Grammy Award nominacja dla Najlepszego nowego artysty                                                               |
| 1990 | Grammy Award nominacja dla najlepszego Duetu lub Zespołu popowego                                                   |
| 1990 | American Music Award nominacja dla najlepszego singla - Pop / Rock ("Hold On")                                      |
| 1990 | American Music Award nominacja dla ulubionego nowego artysty - Pop / Rock                                           |
| 1991 | Grammy Award nominacja dla najlepszego Wokalu popowego wykonywanego przez Duet lub Zespół popowy ("You're in Love") |